# Chaiserstuel
Chaiserstuel är en bergstopp i Schweiz.   Den ligger i distriktet Nidwalden och kantonen Nidwalden, i den centrala delen av landet, 80 km öster om huvudstaden Bern. Toppen på Chaiserstuel är 2 400 meter över havet, eller 154 meter över den omgivande terrängen. Bredden vid basen är 1,1 km.
Terrängen runt Chaiserstuel är huvudsakligen mycket bergig. Runt Chaiserstuel är det ganska glesbefolkat, med 47 invånare per kvadratkilometer.. Närmaste större samhälle är Horw, 19,6 km nordväst om Chaiserstuel. 
I omgivningarna runt Chaiserstuel växer i huvudsak blandskog.